# Onthophagus interruptus
Onthophagus interruptus là một loài bọ cánh cứng trong họ Bọ hung (Scarabaeidae).